# Станкіна Ірина Василівна
Ірина Василівна Станкіна (рос. Ирина Васильевна Станкина; нар. 25 березня 1977) — російська легкоатлетка, яка спеціалізувалася на спортивній ходьбі.
На внутрішніх змаганнях в Росії представляла Мордовію та місто Саранськ.

## Спортивні досягнення
Учасниця олімпійських змагань з шосейної ходьби на 10 кілометрів (1996) та 20 кілометрів (2000), на яких не змогла дістатись фінішу.
Чемпіонка світу з шосейної ходьби на 10 кілометрів (1995). Фінішувала 17-ю в ходьбі на 20 кілометрів на чемпіонаті світу (1999). Фіналістка чемпіонату світу з ходьби на 10000 метрів (1997), на якому була дискваліфікована за порушення правил ходьби.
Переможниця Кубка світу з ходьби в особистому та командному заліках на дистанції шосейної ходьби на 10 кілометрів (1997).
Дворазова чемпіонка світу серед юніорів з ходьби на 5000 метрів (1994, 1996).
Бронзова призерка чемпіонату Європи серед юніорів з ходьби на 5000 метрів (1993).
Чемпіонка Росії з ходьби на 20 кілометрів (1999, 2007). Зимова чемпіонка Росії з ходьби на 10 кілометрів (1997) та 20 кілометрів (2000).

## Визнання
- Заслужений майстер спорту Росії